# Gran Alianza Nacional
Gran Alianza Nacional (GANA) är ett borgerligt guatemalanskt parti, bildat 2003 som en valallians mellan högerpartierna
- Patriotiska partiet (PP)
- Reformrörelsen
- Nationella solidaritetspartiet

## Valen 2003
I parlamentsvalet den 9 november samma år erövrade GANA 24,3 % av rösterna, och 47 av 158 mandat i kongressen. 
Alliansens presidentkandidat Óscar Berger Perdomo valdes till Guatemalas president sedan han fått 54,1 % av rösterna i den andra valomgången.
Bara några månader efter att Perdomo installerats bröt PP med alliansen GANA och i augusti 2006 följde Reformrörelsen deras exempel och lämnade GANA.

## Valen 2007
Trots dessa avhopp från GANA lyckades partiet hävda sig skapligt i parlamentsvalet 2007. Med sina 37 mandat blev GANA kongressens näst största parti. GANA:s presidentkandidat Alejandro Giammattei kom på tredje plats i presidentvalet, med 17 % av rösterna.

## Valen 2011
Inför presidentvalet 2011 lanserade GANA och Hoppets Nationella Union (UNE) Sandra Torres som presidentkandidat.
Torres hade nyligen skiljt sig från den avgående presidenten Álvaro Colom och konstitutionsdomstolen beslutade därför att underkänna hennes kandidatur, med hänvisning till att presidentens familjemedlemmar saknar laglig rätt att ställa upp i val. 
GANA/UNE avstod då från att nominera någon presidentkandidat men ställde upp som en valkartell i parlamentsvalet.
Där fick man 30,38 % av rösterna och 48 mandat. GANA/UNE blev därmed näst största politiska parti i kongressen.

## Källa
- Fredsobservatörernas blogg

Kristna Fredsrörelsen, 23 augusti 2011